# Benjamin Ortner
Benjamin Ortner (* 16. März 1983 in Innsbruck) ist ein ehemaliger österreichischer Basketballspieler. Bis auf eine kurze Zeit im Jahr 2012, als er für den deutschen Bundesligisten LTi Gießen 46ers spielte, war der auf den Positionen Power Forward und Center einsetzbare Ortner von 2005 an in Italien aktiv.

## Karriere
Während seines Studiums 2001 bis 2005 in den Vereinigten Staaten spielte Ortner zusammen mit dem unter anderem aus der deutschen Basketball-Bundesliga bekannten Mark Worthington für die Basketballmannschaft des Metropolitan State College of Denver und gewann 2002 in der NCAA die Meisterschaft der Division II. Er konnte sich bei den Roadrunners als guter Shotblocker auszeichnen und stellte die Mannschaftsbestmarke für die meisten Blocks in einem Spiel auf. Nach seinem Studium wechselte Ortner zu Pallacanestro Reggiana, wo er zwei Jahre in der Serie A sowie ein Jahr in der LegADue spielte. Anschließend spielte er für Pallalcesto Amatori Udine, dessen Abstieg aus der Serie A er aber nicht verhindern konnte. Ortner blieb jedoch in der höchsten italienischen Spielklasse und unterschrieb beim Traditionsklub Pallacanestro Cantù. Mit diesem Verein qualifizierte er sich auf Anhieb für die Playoffs, verletzte sich jedoch bereits in deren Auftaktbegegnung und konnte in den Playoffs nicht mehr eingesetzt werden. In der folgenden Saison erreichte Ortner mit Cantù sowohl in der italienischen Meisterschaft als auch im Pokal das Finale, was für die Spielzeit 2011/12 die Teilnahme des Vereins an der Euroleague bedeutete. Ende 2011 folgte ein Wechsel zu Benetton Treviso und damit Ortners nächste Karriestation in Italien.
Nachdem er im Sommer 2012 zunächst keinen neuen Verein gefunden hatte, wurde Ortner von den LTi Gießen 46ers aus Deutschland verpflichtet. Dort erhielt er einen Vertrag über drei Monate und sollte aufgrund von Verletzungsproblemen aushelfen. Ortner lief in vier Spielen für die Hessen auf und erhielt anschließend ein Angebot von Montepaschi Siena. Er nahm dieses an und wechselte zurück nach Italien. In dieser Saison gewann Ortner mit Siena sowohl die italienische Meisterschaft als auch den Pokal und erreicht in der Euroleague die Runde der besten 16 Mannschaften. Die Titel wurden Siena 2016 jedoch wieder nach einem Verfahren wegen Sportbetrugs (u. a. wegen Bilanzfälschung und Steuerhinterziehung) aberkannt.
Zum Auftakt der Saison 2013/14 konnte Ortner mit Siena den Sieg im italienischen Supercup feiern. In der Euroleague verfehlte man jedoch den Einzug in die Top 16 und verpasste anschließend auch in der Eurocup-Zwischenrunde (der sog. Last 32) den Einzug ins Achtelfinale. Auch in dieser Saison erreichte Ortner mit Siena das italienische Pokalfinale, musste sicher aber diesmal Banco di Sardegna Sassari geschlagen geben. In der Meisterschaft belegte man am Ende des Grunddurchgangs den zweiten Platz und schaffte auch in den Playoffs den Einzug ins Finale, wo man in der Serie nach einem 0:2-Rückstand noch mal 3:2 in Führung ging. Am Ende musste sich Ortner aber mit Siena 3-4 dem neuen italienischen Meister EA7 Emporio Armani Milano geschlagen geben. Da Siena aufgrund finanzieller Probleme in der Saison 2014/15 nicht an der Euroleague und der Serie A teilnehmen wird, war es absehbar, dass Ortner den Verein verlassen würde.
Zur Saison 2014/15 wechselte Ortner innerhalb der Serie A zu Reyer Venezia Mestre. Nach einem Halt in Avellino in der ersten Saisonhälfte 2017/18 wurde er Mitte Dezember 2017 von Basket Brescia Leonessa (ebenfalls Serie A) verpflichtet. Zu Beginn der Saison 2018/19 war Ortner vereinslos, im November 2018 heuerte er bei Pallacanestro Reggiana (Italien, Serie A) an, wo er bereits am Anfang seiner Profilaufbahn unter Vertrag stand.

## Erfolge & Titel
- Italienischer Meister: 2013 (Titel aberkannt), 2017
- Italienischer Pokalsieger: 2013 (Titel aberkannt)
- Italienischer Supercupsieger: 2013 (Titel aberkannt)
- Euroleague Top 16: 2013
- Meister der NCAA Division II: 2002